# Стардаст (космический аппарат)

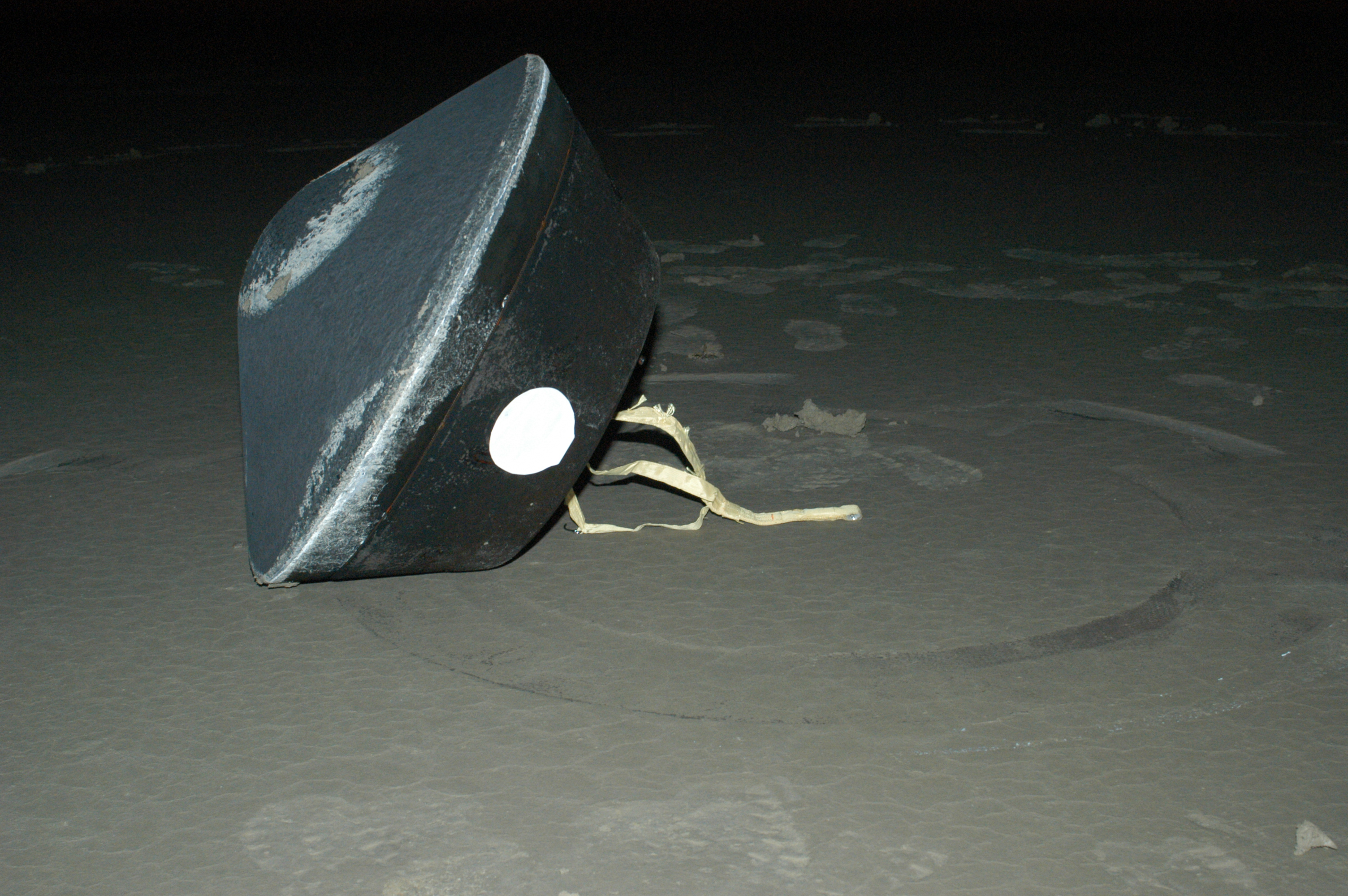
Капсула после приземления

«Стардаст» (англ. Stardust — дословно «звёздная пыль») — автоматическая межпланетная станция (АМС) НАСА, предназначенная для исследования кометы 81P/Вильда.
Запущена 7 февраля 1999 года.
Название «Stardust» является соединением английских слов star («звезда») и dust («пыль»). Также слово stardust в английском языке означает что-то, вызывающее чувство волшебного, чудесного, или субъект, обладающий такими свойствами.

## Основная миссия
Реализация проекта создания автоматической межпланетной станции для исследования кометы была начата в 1995 году, в рамках программы НАСА «Discovery». «Стардаст» стала первой американской АМС, специально созданной для исследования кометы и доставки кометного вещества на Землю.
Космический аппарат был разработан и изготовлен компанией Lockheed Martin Astronautics (LMA). Стоимость работ составила 128,4 млн долларов. Ещё 37,2 млн долларов было затрачено на управление, которое осуществлялось Центром управления LMA при поддержке Лаборатории реактивного движения (JPL).
132 ячейки возвращаемой капсулы аппарата были заполнены аэрогелем на основе диоксида кремния. Это вещество отличается сверхнизкой плотностью, поэтому аэрогель способен затормозить летящие на высокой скорости частицы без их перегрева, позволяя предотвратить разрушение органических молекул, если они окажутся на этих частицах.
Запуск станции был задержан на сутки относительно первоначально запланированного времени и состоялся 7 февраля 1999 года в 21:04:15 UTC со стартовой площадки SLC-17A базы ВВС США на мысе Канаверал при помощи ракеты-носителя «Дельта-2» 7426.
Схема запуска предусматривала промежуточное выведение на орбиту искусственного спутника Земли. Через 28 минут после старта произошло отделение третьей ступени ракеты-носителя, после чего при помощи бортовых двигателей было погашено вращение аппарата, а ещё через 4 минуты развёрнуты и ориентированы на Солнце солнечные батареи корабля.
По прошествии 51 минуты с момента старта сигнал станции был получен антенной Сети дальней космической связи (DSN) в городе Канберра.
Аппарат получил международное регистрационное обозначение в каталоге Космического командования США — 1999-003A, номер 25618. После своего четвёртого включения вторая ступень ракеты-носителя осталась на околоземной орбите (наклонение: 22,48°, высота: 292×6817 км, период обращения: 163,8 мин).
Третья ступень «Дельты» достигла второй космической скорости и вышла на межпланетную траекторию.
8 февраля 1999 года в 17:16 АМС прошла в 53 400 км от Луны, а ко 2 января 2004 года аппарат достиг своей цели, сблизившись с кометой 81P/Вильда (Вильда 2) на расстояние 240 км. Была проведена детальная фотосъёмка поверхности кометы, собраны образцы вещества из хвоста кометы[как?] и проведены другие[какие?] научные исследования.
Помимо основной задачи, аппарат выполнял фотографирование Луны, а также 2 ноября 2002 года сблизился на расстояние около 3000 км с небольшим астероидом (5535) Аннафранк, находящимся в Главном поясе астероидов между Марсом и Юпитером, где сделал более 70 фотоснимков поверхности этого небесного тела.
Кроме кометных частиц, аппарат собирал образцы космической пыли.
15 января 2006 года капсула с образцами кометного вещества вернулась на Землю. На рекордной скорости для возвращаемых аппаратов — 12,9 км/с — она вошла в атмосферу Земли и успешно приземлилась в пустынной местности штата Юта.
После вскрытия капсулы стало ясно, что миссия выполнена успешно — захвачено порядка 30 крупных и мелких частиц кометного вещества.
За время своего полёта зонд преодолел более 4,6 млрд км (рекордное расстояние для возвращаемого аппарата).

## Анализ результатов

### Предварительная обработка

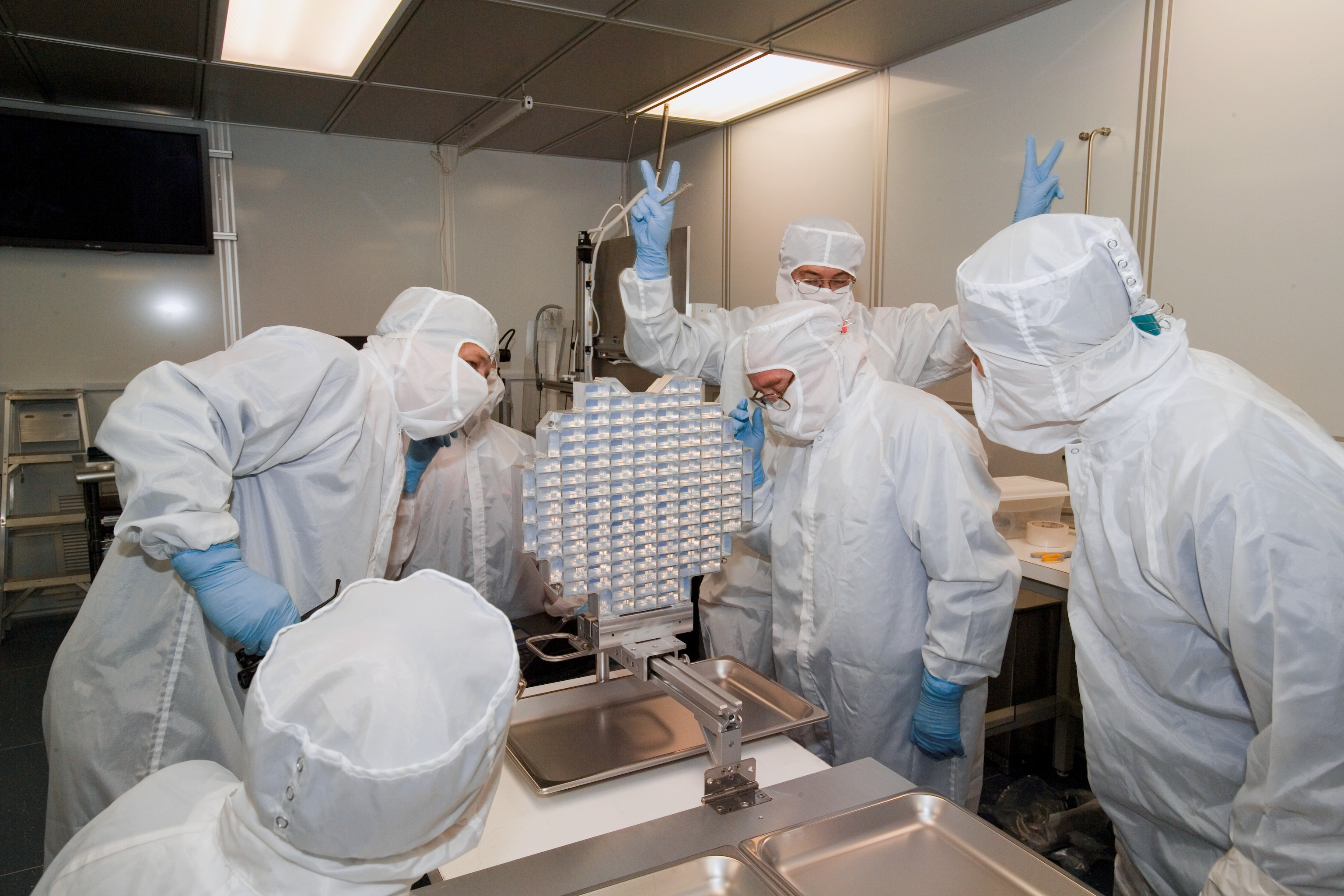
Участники проекта, учёные NASA впервые обследуют вернувшийся на землю контейнер с собранным материалом

На начальную обработку и классификацию образцов, доставленных аппаратом «Stardust», проект отводил 6 месяцев.
В феврале НАСА опубликовало первый отчёт доктора Питера Цоу из Калифорнийского технологического института) о предварительных результатах обработки фрагментов аэрогеля с отпечатками частиц. Вслед за начальной серией обработки аэрогеля с помощью томографа в рентгеновском диапазоне по специальной технологии, ранее разработанной в Ливерморской национальной лаборатории имени Лоуренса, была изготовлена первая «пластинка»-клинышек (keystone) — микросрез аэрогеля с отпечатком следа частицы. Такие «пластинки» после создания можно было изучать с помощью различных анализирующих электронных инструментов.
В добытых зондом фрагментах пыли были обнаружены химические элементы магний, алюминий, хром, никель, марганец, медь, галлий и изотоп железа 60Fe, обладающий относительно малым периодом полураспада (2,6 млн лет).

### Stardust@home
НАСА обратилось к Интернет-сообществу с просьбой принять участие в анализе миллионов снимков, которые предполагалось сделать под микроскопом при изучении наполнителя капсулы. Для этого в Лаборатории наук о космосе Калифорнийского университета разработали проект Stardust@home. Он похож на проекты сетевых распределённых вычислений (например, SETI@home), но, в отличие от них, вместо использования вычислительных ресурсов, предоставляемых добровольцами, для изучения фотографий используется помощь самих добровольцев, то есть относится к проектам гражданской науки. 1 августа 2006 проект начал работу в сети.
Благодаря проекту, в 2010 году был найден один из фрагментов космической пыли. Её нашел Брюс Хадсон из Канады. Согласно желанию Хадсона, первая частица межзвёздной пыли получила собственное название «Орион».
В рамках проекта в веществе хвоста кометы были обнаружены органические вещества — аминокислоты глицин и аланин.

## Продлённая миссия (NExT) — комета Темпеля
После окончания основной миссии «Stardust» специалисты из НАСА направили аппарат к комете 9P/Темпеля (Темпеля 1), которая в 2005 году была исследована космическим аппаратом «Дип Импакт», для съёмок изменений поверхности кометы, вызванных сбросом на неё в 2005 году 370-килограммового снаряда «Импактор». Продлённая миссия получила название NExT (от New Exploration of Tempel 1).
14 февраля 2011 года «Стардаст» сблизился с кометой 9P/Темпеля до 181 км и сделал 72 снимка.

## Окончание миссии
После выполнения программы NExT аппарат оставался в исправном состоянии, но истощение запасов топлива сделало невозможным его дальнейшую эксплуатацию. 25 марта 2011 года в 2:00 мск «Stardust» начал последний манёвр, в котором он сжёг остатки топлива. После этого передатчики зонда были выключены.